# The Meteors
The Meteors är ett brittiskt psychobillyband (och anses av många vara grundarna av genren) som startades i början av 1980-talet av P. Paul Fenech, gitarr och sång, Nigel Lewis, kontrabas och sång, samt Mark Robertson, trummor. 

## Diskografi (i urval)
Studioalbum
- In Heaven (1981)
- Wreckin' Crew (1983)
- Monkey’s Breath (1985)
- Only the Meteors Are Pure Psychobilly (1988)
- The Mutant Monkey and the Surfers from Zorch (1988)
- Bastard Sons Of A Rock 'N' Roll Devil (1997)
- Meteors VS. The World (2000)
- Hymns For The Hellbound (2008)
- Hell Train Rollin' (2009)

Samlingsalbum
- From Zorch With Love: The Very Best Of The Meteors 1981–1987 (1997)
- Psychobilly Rules! The Collection (2013)